# Forschungszentrum für den Schulsport und den Sport von Kindern und Jugendlichen
Forschungszentrum für den Schulsport und den Sport von Kindern und Jugendlichen (FoSS) ist seit 2005 eine gemeinsame Einrichtung der Pädagogischen Hochschule Karlsruhe und der TH Karlsruhe heute KIT. Vorstandsvorsitzender ist Alexander Woll, Leiterin Swantje Scharenberg. Ziel ist die anwendungsorientierte Forschung zu Schulsport und Sport über die gesamte Altersspanne und alle Leistungsbereiche. Hierzu werden Sportlehrer für alle Schulformen (PH Grund-, Haupt- und Realschule) (KIT Gymnasiales Lehramt) und (gemeinsam) für außerschulische Berufsfelder ausgebildet, eine Vielzahl von Forschungsprojekten durchgeführt und alle zwei Jahre einen wissenschaftlichen Kongress (Kinder bewegen – Energien nutzen) veranstaltet. Zuletzt wurde durch den FoSS-Bewegungspakt Aufsehen erregt.